# Ulrich Bez
Ulrich Helmut Bez (Bad Cannstatt, 7 de novembro de 1943) é um empresário alemão. Já trabalhou para Porsche, BMW e Daewoo Motors. Entre julho de 2000 e final de 2013, Bez foi diretor-presidente e presidente do Conselho de Administração da Aston Martin.